# Mowgli : La Légende de la jungle
Pour les articles homonymes, voir Mowgli (homonymie) et Le Livre de la jungle (homonymie).
Pour plus de détails, voir Fiche technique et Distribution.
Mowgli : La Légende de la jungle (Mowgli: Legend of the Jungle) ou Mowgli au Québec, est un film d'aventure britannico-américain réalisé par Andy Serkis, sorti en 2018. Il s'agit d'une nouvelle adaptation cinématographique du Livre de la Jungle de Rudyard Kipling. Ce film mêle prise de vues réelle et capture de mouvement. Il se démarque des autres adaptations, notamment celles de Disney, de par la fidélité plus proche de l’œuvre originale de Kipling.

## Synopsis
Enfant, Mowgli est élevé par une meute de loups au cœur de la jungle indienne. Tandis qu'il apprend les lois souvent âpres de la jungle, sous la responsabilité de l'ours Baloo et de la panthère Bagheera, Mowgli est accepté par les animaux de la jungle comme l'un des leurs – sauf par le terrible tigre Shere Khan. Mais des dangers bien plus redoutables guettent notre héros, au moment où il doit affronter ses origines humaines.

## Fiche technique
Sauf indication contraire, les informations mentionnées dans cette section peuvent être confirmées par la base de données cinématographiques IMDb,  présente dans la section « Liens externes ».
- Titre français : Mowgli : La Légende de la jungle
- Titre québécois : Mowgli
- Titre original : Mowgli: Legend of the Jungle
- Titre de travail : Jungle Book: Origins
- Réalisation : Andy Serkis
- Scénario : Callie Kloves, d'après Le Livre de la jungle de Rudyard Kipling
- Direction artistique : Jason Knox-Johnston
- Décors : Gary Freeman
- Costumes : Alexandra Byrne
- Photographie : Michael Seresin
- Montage : Jeremiah O'Driscoll et Mark Sanger
- Musique : Nitin Sawhney
- Production : Jonathan Cavendish, Steven Kloves et Andy Serkis
  - Producteur délégué : Nikki Penny
- Sociétés de production : The Imaginarium Studios (en) et Warner Bros Pictures
- Société de distribution : Netflix
- Budget :
- Pays d'origine : Royaume-Uni et États-Unis
- Langues originales : anglais et hindi
- Format : couleurs – 2,35:1 – 35 mm, cinéma numérique — son Dolby Digital
- Genre : aventure
- Durée : 104 minutes
- Dates de sortie :
  -  Inde : 25 novembre 2018 (avant-première à Bombay)
  -  Royaume-Uni,  États-Unis : 29 novembre 2018 (sortie limitée)
  -  Mondial : 7 décembre 2018 (Netflix)

## Distribution
- Rohan Chand (VF : Isaac Lobé Lebel) : Mowgli
- Matthew Rhys (VF : Thomas Roditi) : Lockwood
- Freida Pinto : Messua

### Voix et capture de mouvement
- Andy Serkis (VF : Daniel Lobé) : Baloo
- Christian Bale (VF : Philippe Valmont) : Bagheera
- Benedict Cumberbatch (VF : Jérémie Covillault) : Shere Khan
- Naomie Harris (VF : Anneliese Fromont) : Nisha
- Cate Blanchett (VF : Isabelle Gardien) : Kaa
- Peter Mullan (VF : Patrick Raynal) : Akela
- Eddie Marsan (VF : Laurent Maurel) : Vihaan
- Jack Reynor (VF : Benjamin Gasquet) : Frère Loup
- Tom Hollander (VF : Vincent Ropion) : Tabaqui

## Production

### Genèse et développement
Un grand nombre d'auteurs, de réalisateurs et de producteurs ont été connectés au film pendant son développement. En avril 2012, Warner Bros. collabore avec Steve Kloves pour l'écriture, la réalisation et la production. En décembre 2013, Kloves est annoncé pour produire le film, avec Alejandro González Iñárritu à la réalisation. Cependant, Iñárritu abandonne le projet car, après avoir terminé son film Birdman, il est engagé dans la production de The Revenant. En février 2014, il est dit que Ron Howard est en négociation pour la réalisation, et qu'il coproduirait avec Brian Grazer via leur société Imagine Entertainment. Le mois suivant, il est finalement annoncé qu'Andy Serkis réaliserait et produirait le film en collaboration avec Jonathan Cavendish (en) des studios The Imaginarium Studios, ainsi qu'auprès de Steve Kloves.

### Attribution des rôles
En août 2014, Benedict Cumberbatch rejoint le film pour faire la voix de l’antagoniste Shere Khan. Christian Bale, Cate Blanchett, Naomie Harris, Tom Hollander, Eddie Marsan, Peter Mullan et Rohan Chand sont annoncés le jour suivant. Jack Reynor rejoint la distribution en mars 2015 pour interpréter le frère-loup de Mowgli. En avril 2015, Matthew Rhys est en discussion pour jouer le rôle de John Lockwood. En mai 2015, il est confirmé que Freida Pinto joue un personnage « réel » en compagnie de Rhys et Chand, quelque temps après avoir été annoncée comme étant la mère adoptive de Mowgli.

### Tournage
Le tournage débute le 9 mars 2015.

## Sortie et accueil
Le film devait sortir en octobre 2016. En décembre 2014, Warner Bros décale la date à octobre 2017, afin d'accorder plus de temps à l'équipe chargée des effets spéciaux. En avril 2016, juste avant la sortie du film Le Livre de la jungle des studios Disney, la date est reportée cette fois au 19 octobre 2018.
Finalement, la Warner vend le film à Netflix qui le propose sur sa plate-forme à partir du 7 décembre 2018. En salles, le film bénéficie seulement d'une avant-première à Mumbai et d'une sortie limitée dans les deux pays coproducteurs : le Royaume-Uni et les États-Unis.

### Critiques
Sur le site Rotten Tomatoes, le film est approuvé avec un taux d'approbation de 72 % basé sur 93 commentaires, avec une note moyenne de 7,5⁄10. Les critiques du site Web se lisent comme suit: "Mowgli : La légende de la jungle apporte des effets spéciaux impressionnants sur le côté sombre de ses sources classiques, et intensifie en cours de route la trace de l'histoire". Sur Metacritic, le film obtient un score moyen de 51⁄100 fondé sur 22 critiques, indiquant "des critiques mitigées ou moyennes".